# Louis Mascarenhas
Louis Mascarenhas (* 29. September 1959 in Kelmbet, Mysore) ist ein indischer Geistlicher und römisch-katholischer Bischof von Allahabad.

## Leben
Louis Mascarenhas studierte am Regionalseminar St. Joseph’s in Allahabad und erwarb anschließend einen Bachelor in Erziehungswissenschaft, einen Master in englischer Literatur sowie ein postgraduales Diplom in ländlicher Entwicklung. Am 4. April 1989 empfing er das Sakrament der Priesterweihe für das Bistum Allahabad.
Nach Tätigkeiten in der Pfarrseelsorge war er von 1997 bis 2000 in der Bistumsverwaltung tätig. Von 1997 bis 2005 war er zudem Direktor der Diocesan Development & Welfare Society und des diözesanen Sozialzentrums. Von 2003 bis 2021 gehörte er dem Diözesanfinanzrat und von 2006 bis 2021 dem Konsultorenkollegium an. Von 2014 bis 2021 war er zudem Mitglied des Diözesanbaukomitees. Er war von 2005 bis 2020 Schulleiter in Allahabad und von 2011 bis 2014 Verantwortlicher für die Öffentlichkeitsarbeit des Bistums. Außerdem war er ab 2020 Direktor des Nazareth Hospital in Allahabad. Von 2014 bis 2021 war er Generalvikar des Bistums und seither Diözesanadministrator.
Am 17. Juni 2023 ernannte ihn Papst Franziskus zum Bischof von Allahabad. Die Bischofsweihe spendete ihm der Erzbischof von Bombay, Oswald Kardinal Gracias, am 24. August desselben Jahres. Mitkonsekratoren waren sein Amtsvorgänger, der Erzbischof von Agra, Raphy Manjaly und der Bischof von Lucknow, Gerald John Mathias.